# ديك زيمرمان
ديك زيمرمان (بالإنجليزية: Dick Zimmerman)‏ هو عازف بيانو وملحن أمريكي، ولد في 11 أغسطس 1937 في تشارلستون في الولايات المتحدة.

## وصلات خارجية
- ديك زيمرمان على موقع ميوزك برينز (الإنجليزية)
- ديك زيمرمان على موقع أول ميوزيك (الإنجليزية)
- ديك زيمرمان على موقع ديسكوغز (الإنجليزية)